# المغرب في الألعاب البارالمبية الصيفية 1992
شارك المغرب في الألعاب البارالمبية الصيفية 1992 والتي أقيمت في برشلونة بإسبانيا.